# 算子理论
数学中，算子理论（operator theory）是对函数空间上线性算子的研究，始于微分算子和积分算子。算子可按特征抽象地表示，例如有界线性算子和闭算子，也可以考虑非线性算子。研究在很大程度上依赖于函数空间的拓扑，是泛函分析的分支。
若算子集合构成域上的代数，则就是算子代数。对算子代数的描述是算子理论的一部分。

## 单算子理论
单算子理论涉及算子的性质与分类，如据谱分类正规算子。

### 算子的谱
谱定理是关于线性算子或矩阵的一系列结果中的任意一个。广义地说，谱定理提供了算子或矩阵可对角化的条件（即在某个基下可表为对角矩阵），这概念对有限维空间上的算子来说比较简单，但对无限维则要进行修改。总的来说，谱定理确定了一类可用乘法算子建模的线性算子，后者非常简单。更抽象地说，谱定理是关于交换C*-代数的一个声明。
谱定理适用的算子包括自伴算子，更一般地说是希尔伯特空间上的正规算子。
谱定理还提供了算子作用的底向量空间的规范分解，称作谱分解、特征值分解或特征分解。

#### 正规算子
复希尔伯特空间H上的正规算子是连续线性算子{\displaystyle N:\ H\to H}，可与其埃尔米特伴随N*交换：{\displaystyle NN^{*}=N^{*}N}。
正规算子之所以重要，是因为谱定理对其成立。如今，人们对正规算子类已有了很好了解。正规算子的例子有
- 幺正算符：{\displaystyle N^{*}=N^{-1}}
- 厄米算子（即自伴算子{\displaystyle N^{*}=N}和反自伴算子{\displaystyle N^{*}=-N}）
- 正算子：{\displaystyle N=MM^{*}}
- 如将希尔伯特空间视作{\displaystyle \mathbb {C} ^{n}}，则正规矩阵可视作正规算子。

谱定理可推广到更一般的矩阵。令A为有限维内积空间上的算子，则若{\displaystyle A^{*}A=AA^{*}}，则称其正规。可以证明，当且仅当A可酉对角化时，A正规：由舒尔分解，有{\displaystyle A=UTU^{*}}，其中U是酉矩阵，T是上三角阵。
由于A正规，{\displaystyle TT^{*}=T^{*}T}，因此T一定是对角阵，因为正规上三角阵是对角阵。反之亦然。
也就是说，当且仅当存在酉矩阵U，使
{\displaystyle A=UDU^{*}}
其中D是对角矩阵时，A正规。那么，D的对角线项就是A的特征值；U的列向量就是A的特征向量，且都正交。不同于厄米矩阵，D的项不必是实数。

### 极分解
任意有界线性算子A在复希尔伯特空间之间的极分解都可典范分解为部分等距与非负算子之积。
矩阵极分解概括如下：若A是有界线性算子，则有唯一的分解{\displaystyle A=UP}，其中U是部分等距（partial isometry），P是非负自伴算子，U的初始空间是P的范围闭包。
算子U 由于以下问题要弱化为部分等距，而非酉矩阵。若A是{\displaystyle I^{2}(\mathbb {N} )}上的单侧移位算子，则{\displaystyle |A|=(A^{*}A)^{1/2}=I}，因此若{\displaystyle A=U|A|}，则U一定是A而A不是酉的。
极分解的存在来自道格拉斯引理：
引理 — 若A、B是希尔伯特空间H上的有界算子，且满足{\displaystyle A^{*}A\leq B^{*}B}，则存在一个收缩（contraction）C，使{\displaystyle A=CB}。此外，若{\displaystyle {\rm {Ker}}(B^{*})\subset {\rm {Ker}}(C)}，则C是唯一的。
算子C的定义为C(Bh) = Ah，通过连续性扩张到闭包{\displaystyle {\rm {Ran}}(B)}，并在其正交补上为零。算子C是良定义的，因为{\displaystyle A^{*}A\leq B^{*}B}意味着{\displaystyle {\rm {Ker}}(B)\subset {\rm {Ker}}(A)}，因此可得出此引理。
特别地，若{\displaystyle A^{*}A=B^{*}B}，则C是部分等距；若还有{\displaystyle {\rm {Ker}}(B^{*})\subset {\rm {Ker}}(C)}，则是唯一的。一般来说，对任意有界算子A，
{\displaystyle A^{*}A=(A^{*}A)^{\frac {1}{2}}(A^{*}A)^{\frac {1}{2}},}
其中{\displaystyle (A^{*}A)^{1/2}}是通常函数演算给出的唯一正{\displaystyle {\sqrt {A^{*}A}}}。所以，根据引理有
{\displaystyle A=U(A^{*}A)^{\frac {1}{2}}}
对某部分等距U，若{\displaystyle {\rm {Ker}}(A)\subset {\rm {Ker}}(U)}则是唯一的。
（注意{\displaystyle {\rm {Ker}}(A)={\rm {Ker}}(A^{*}A)={\rm {Ker}}(B)={\rm {Ker}}(B^{*}B),\ B=B^{*}=(A^{*}A)^{1/2}.}）取{\displaystyle P=(A^{*}A)^{1/2}}，可得极分解{\displaystyle A=UP}。注意，可用类似论证证明{\displaystyle A=P'U'}，其中P' 是正的，U' 是部分等距。
'H有限维时，U可以扩展为酉算子；但一般情形下并非如此（见上例）。另外，极分解可用算子的奇异值分解来表示。
根据连续函数演算的性质，{\displaystyle |A|}在由A生成的C*-代数中。对部分等距有类似但较弱的陈述：极部分U在由A生成的冯诺依曼代数中。若A可逆，则U也在A生成的C*-代数中。

### 与复分析的联系
算子理论研究的很多算子都是全纯函数希尔伯特空间上的算子，因此其与泛函理论中的问题密切相关。例如，伯林定理用内函数描述了单侧移位的不变子空间，其中内函数是单位圆盘上的有界全纯函数，幺模边界值在圆上几乎无处不在。伯林将单侧移位解释为自变量在哈代空间的乘法运算。对乘法算子及更一般的特普利茨算子（即乘法，然后投影到哈代空间）的成功激发了对其它空间（如博格曼空间）类似问题的研究。

## 算子代数
算子代数使C*-代数等代数成为人们关注的焦点。

### C*-代数
C*-代数A是复数域上的巴拿赫代数，以及映射{\displaystyle {}^{*}:\ A\to A}。x*表示A的元素x的像。映射*具有以下性质：
- 是对合，{\displaystyle \forall x\in A:}{\displaystyle x^{**}=(x^{*})^{*}=x}
- {\displaystyle \forall x,\ y\in A:}{\displaystyle (x+y)^{*}=x^{*}+y^{*}} {\displaystyle (xy)^{*}=y^{*}x^{*}}
- {\displaystyle \forall \lambda \in \mathbb {C} ,\ \forall x\in A:}{\displaystyle (\lambda x)^{*}={\overline {\lambda }}x^{*}.}
- {\displaystyle \forall x\in A:}{\displaystyle \|x^{*}x\|=\left\|x\right\|\left\|x^{*}\right\|.}

备注 前三条等式表示A是*-代数。最后一条称作C*等式，等价于
{\displaystyle \|xx^{*}\|=\|x\|^{2},}
C*等式是非常强的要求。例如，结合谱半径公式，可知C*范数是由代数结构唯一决定的：
{\displaystyle \|x\|^{2}=\|x^{*}x\|=\sup\{|\lambda |:x^{*}x-\lambda \,1{\text{ is not invertible}}\}.}

## 延伸阅读
- Conway, J. B.: A Course in Functional Analysis, 2nd edition, Springer-Verlag, 1994, ISBN 0-387-97245-5
- Yoshino, Takashi. . Chapman and Hall/CRC. 1993. ISBN 978-0582237438.